# Hans C. Hansen
Hans Christian Hansen (ur. 23 listopada 1806 w Kopenhadze, zm. 10 października 1890 w Salinie) – duński marynarz, skrzypek i misjonarz, jedna z postaci wczesnej historii ruchu świętych w dniach ostatnich (mormonów).

## Życiorys
Urodził się w stołecznej Kopenhadze, jako syn Ole Petera Hansena i Marthy Margrety Osmundsen. Był marynarzem, w związku z wykonywanym zawodem wielokrotnie podróżował do Stanów Zjednoczonych. Podczas jednej z tych podróży zetknął się z niedawno zorganizowanym Kościołem Jezusa Chrystusa Świętych w Dniach Ostatnich, został ostatecznie członkiem tej wspólnoty religijnej. Chrzest przyjął w Bostonie z rąk Freemana Nickersona latem 1842. Rok później osiadł w Nauvoo, ówczesnym centrum organizacyjnym Kościoła. Pracował przy budowie świątyni w tym mieście. Dobrze poznał również Josepha Smitha, pierwszego mormońskiego przywódcę. Swe błogosławieństwo patriarchalne otrzymał od Hyruma Smitha 26 listopada 1843. Był jednym z wczesnych uczestników kultu świątynnego, swe obdarowanie otrzymał 13 grudnia 1845 w świątyni w Nauvoo.
Dołączył do fali mormońskiej migracji na zachód, do doliny Wielkiego Jeziora Słonego w lipcu 1847. Zaangażowany w działalność misyjną młodego Kościoła, został wysłany na misję do ojczystego kraju, na której posługiwał od 1862 do 1863. Koszty podróży pokrył samodzielnie, powracając do swego pierwotnie wykonywanego zawodu. Utalentowany skrzypek, jeden z pierwszych grających na tym instrumencie w Utah, był częścią orkiestry przy Salt Lake Theater. Samotnik, do końca życia pozostał kawalerem. Mieszkał w Salinie, w tym też mieście zmarł i został pochowany. Zapisy świątynne wskazują, że w lipcu 1892 został połączony wieczyście w obrzędzie pieczętowania z Marią Jordan i Elizabeth Escox. Ceremonia miała miejsce w świątyni Manti.
Jego młodszym bratem był Peter Olsen Hansen, tłumacz Księgi Mormona na język duński.